# G-learning
El término g-learning o game-learning se refiere a la metodología utilizada en la formación corporativa la cual combina completos contenidos teóricos con una aventura en formato videojuego. La aplicación de esta metodología en formación combinada con el uso de elementos de gamificación, permite a los alumnos mejorar sus habilidades directivas jugando. Por medio de diferentes retos de creciente complejidad, los jugadores aplican el contenido teórico y gracias al avanzado simulador reciben evaluación constante. Esto asegura la asimilación del material y por tanto el aprendizaje de la habilidad o competencia.
Triskelion y Navieros son ejemplos del uso de esta metodología.

## Ventajas
Las ventajas que aporta la utilización del g-learning son:
- Los juegos son una fuente de desarrollo pedagógico porque ayudan a la concentración, mejoran la comprensión y la participación.
- Los juegos también desarrollan el pensamiento creativo y la planificación.
- Mejoran la rapidez en la toma de decisiones y la atención.
- Desarrollan el pensamiento estratégico.
- Gracias a los juegos también se desarrolla la capacidad para la multitarea.

## Algunas herramientas
- Brainscape
- Cerebriti
- Kahoot!
- Classcraft